# Štrukli
Zagorski štrukli of Štruklji (kaasflap) is een populair traditioneel gerecht uit de regio's Hrvatsko Zagorje en in Zagreb in het noorden van Kroatië. Het gerecht bestaat uit deeg en verschillende soorten gebakken of gekookte vulling. Het gerecht is nauw verwant aan de štruklji, een traditioneel gerecht uit Slovenië. In 2007 werd Zagorski Štrukli toegevoegd aan de lijst van Kroatisch immaterieel erfgoed door het Kroatische ministerie van cultuur.

## Bereiding
De voorbereiding van de gekookte en gebakken types van Štrukli is identiek. Het deeg wordt uitgerold tot een zeer dun beslag over het tafelblad. Een mix van hüttenkäse met eieren, zure room en zout wordt dunnetjes over het beslag verspreid. Vervolgens wordt het beslag in de lengterichting opgerold vanaf beide zijden tot twee rolletjes en vervolgens in delen van 10-20 cm gesneden. Voor gebakken Štrukli worden de delen geplaatst in een bakvorm die meestal bedekt wordt in slagroom. Vervolgens wordt het gerecht 45 minuten gebakken totdat deze aan de bovenkant lichtbruin kleurt. Voor de gekookte versie worden de kleine delen in een pan met kokend water gedaan. Uien en peterselie worden apart gebakken tot deze lichtbruin kleur en vervolgens toegevoegd aan de pan. Vervolgens wordt de Štrukli 20 minuten gekookt. 